# Joseph Alfred Novello

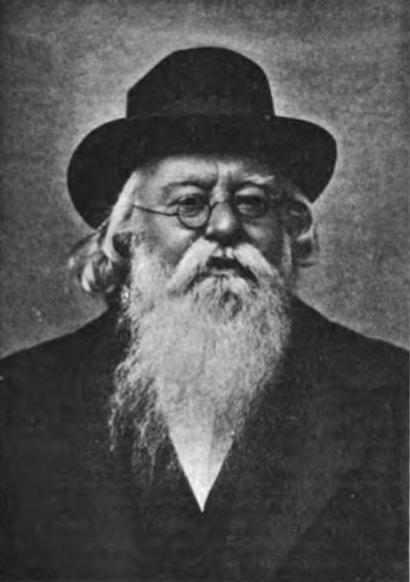
Joseph Alfred Novello (1903)

Joseph Alfred Novello (* 12. August 1810 in London; † 17. Juli 1896 in Genua) war ein britischer Musikverleger und Mitglied der britisch-italienischen Verlegerfamilie Novello.

## Leben und Werk
Joseph Alfred Novello, ältester Sohn von insgesamt elf Kindern des Organisten und Komponisten Vincent Novello, lernte als junger Mann von 1824 bis 1829 in New York bei dem Musikalienhändler und Organisten J. Robinson das Handwerk des Musikredakteurs. Er studierte Orgel und entwickelte eine bemerkenswerte Bassstimme.
Nach der Rückkehr nach London sang er im Chor der katholischen Botschaftskapelle des Königreichs Sardinien am Lincoln’s Inn Field in London und an anderen Stellen als professioneller Bass. Er hatte große musikalische Sensibilität und großes musikalisches Einfühlungsvermögen. 1829, mit 19 Jahren, gründete er auf Basis der von seinem Vater seit 1811 privat veröffentlichten liturgischen Musik des römisch-katholischen Ritus den Musikverlag Novello and Company Ltd in London. Er bot erstmals in der Musikverlegergeschichte preiswerte Notenausgaben an und führte so den Verlag zu bedeutendem wirtschaftlichen Erfolg. Als persönlicher Freund Felix Mendelssohns trugen speziell die Notenrechte an dessen Paulus-Oratorium (1836) und an weiteren Werken zum wirtschaftlichen Erfolg des Unternehmens bei. Neben seinem Wirken als Notenredakteur rief Alfred Novello zwei Musikzeitschriften ins Leben: Die „Musical World“ (1836) und die Zeitschrift „Musical Times and Singing Class Circular“ (1844). 1856 zog er sich aus den Verlagsgeschäften zurück.
Er zog nach Genua, widmete sich den Geschäften in Italien, dem Komponieren und dem Spielen von Orgelmusik sowie dem wissenschaftlichen Studium der Hydrodynamik. Er hielt mehrere Patente im Schiffsbau und arbeitete mit dem Schiffsbauingenieur William Froude zusammen.
Von seinen zehn Geschwistern erreichten nur fünf Schwestern klar und nur sein Bruder Edward Petre Novello (1813–1836), Maler, mit 23 Jahren gerade das Erwachsenenalter. Eine seiner Schwestern war die Schriftstellerin Mary Cowden Clarke, eine andere die Opernsängerin Clara Novello. Joseph Alfred Novello starb am 17. Juli 1896 in Genua.